# Pterolophia andamana
Pterolophia andamana är en skalbaggsart som beskrevs av Stefan von Breuning 1974. Pterolophia andamana ingår i släktet Pterolophia och familjen långhorningar. Inga underarter finns listade i Catalogue of Life.